# 西澤文隆
西澤 文隆（にしざわ ふみたか、1915年2月7日 - 1986年4月16日）は、日本の建築家。
日本の現代建築に大きな影響を与えた。日本建築、茶室、庭園の研究者でもある。正確に調査されていなかった伝統的な神社仏閣の実測調査を行った。坂倉準三建築研究所において1番目の所員であり、坂倉準三死去に伴って、坂倉建築研究所の代表として活躍した。その作品たちは、コートハウス、屋上庭園といった、庭と生活空間を混在・共存させていく手法が多く用いられている。

## 経歴
- 1915年 滋賀県愛知郡秦荘町（現・愛荘町）生まれ
- 1940年 東京帝国大学工学部建築学科卒業、坂倉準三建築研究所に入所
- 1944年 召集により入隊
- 1946年 坂倉準三建築研究所に復帰
- 1948年 坂倉準三建築研究所大阪支所（現・大阪事務所）を開設
- 1969年 株式会社坂倉建築研究所創設、代表取締役
- 1985年 株式会社坂倉建築研究所最高顧問
- 1986年 死去（享年71）

## その他
- 新建築住宅設計競技など審査員を歴任。

## 受賞歴
- 1940年 卒業設計にて辰野賞牌を受賞
- 1967年 大阪府青少年野外活動センター　日本建築学会賞（作品）
- 1974年 産業功労に対し大阪府知事賞
- 1984年 伊丹市文化賞
- 1985年 一連の住宅作品に対し、日本芸術院賞[2]
- 1986年 勲四等旭日小綬章

## 作品
| 名称                                 | 年     | 所在地       | 状態     | 備考 |
| ------------------------------------ | ------ | ------------ | -------- | ---- |
| 数奇屋Ⅰ 上村松園邸                   | 1947年 | 奈良県       |          |      |
| 正面のない住宅（仁木邸）             | 1960年 | 兵庫県西宮市 | 現存せず |      |
| 宮本邸                               | 1960年 | 大阪市       |          |      |
| K氏邸                                | 1961年 | 兵庫県宝塚市 |          |      |
| 正面のない家・楠本邸                 | 1961年 | 兵庫県神戸市 |          |      |
| 正面のない家／H 平野邸               | 1962年 | 兵庫県西宮市 |          |      |
| 正面のない家／K 喜多邸               | 1962年 | 兵庫県神戸市 |          |      |
| 西阪邸                               | 1962年 | 兵庫県西宮市 |          |      |
| 立体庭園 上阪邸                      | 1968年 | 大阪市       |          |      |
| 箕面観光ホテル（箕面スパーガーデン） | 1968年 | 大阪府箕面市 |          |      |
| 数奇屋Ⅱ 山田邸                       | 1970年 | 兵庫県芦屋市 |          |      |
| 西澤邸                               | 1979年 | 兵庫県伊丹市 |          |      |

## 著作
| 名称                            | 年     | 出版社           | 備考 |
| ------------------------------- | ------ | ---------------- | ---- |
| 西澤文隆小論集1 コートハウス論Ⅰ | 1974年 | 相模書房         |      |
| 西澤文隆小論集2 庭園論I         | 1975年 | 相模書房         |      |
| 西澤文隆小論集3 庭園論II        | 1976年 | 相模書房         |      |
| 西澤文隆小論集4 庭園論III       | 1976年 | 相模書房         |      |
| 伝統の合理主義                  | 1981年 | 丸善             |      |
| 家家                            | 1984年 | 学芸出版社       | 共著 |
| 西澤文隆の仕事全3巻             | 1988年 | 鹿島出版会       |      |
| 日本名建築の美                  | 1990年 | 講談社           |      |
| 日本の建築と庭 西澤文隆実測図集 | 2006年 | 中央公論美術出版 |      |